# (29090) 1981 EY3
A (29090) 1981 EY3 a Naprendszer kisbolygóövében található aszteroida. Schelte J. Bus fedezte fel 1981. március 2-án.